# Кошачий лемур
Кольцехвостый лемур, или кошачий лемур, или катта (лат. Lemur catta), — наиболее известный вид из семейства лемуровых (Lemuridae). Этот вид относится к отдельному роду, хотя многие специалисты относят его к родам Eulemur или Hapalemur. Относится к подотряду мокроносых обезьян отряда приматов. Мадагаскарское название кошачьего лемура — маки.

## Ареал
Кошачьи лемуры встречаются на юге и юго-западе острова Мадагаскар на сухих открытых пространствах и в лесах. Обитают от Форт-Дофина на западе и на север до Монрадова на западном побережье. Небольшая популяция лемуров находится в горах Андрингитра на юго-восточном плато.

## Внешний вид
Это стройные животные, по величине сопоставимые с кошками. Длина тела составляет от 38 до 45 см, а чёрно-белый полосатый хвост длиной от 55 до 62 см. Как правило, хвост находится в некоем «спиральном» положении, (отсюда и название). На спине шерсть окрашена в серый, иногда — розовато-коричневый цвет, конечности серые, голова и шея — тёмно-серые. Живот и внутренняя сторона лап белые, морда белая с тёмными треугольными пятнами вокруг глаз и чёрным носом. На хвосте 13 чёрных и белых полос. Длинный хвост служит кошачьим лемурам для сигналов между сородичами, в качестве распространителя запахов, а также для поддержания баланса при лазании и прыгании. Вес кошачьих лемуров может достигать 3,5 кг, при этом вес хвоста может быть более 1,5 кг.

## Поведение
Из всех лемуров кошачьи лемуры проводят больше всего времени на земле, что является приспособлением к частично засушливой окружающей среде. Кошачьи лемуры активны в ночное время и ведут очень общественный образ жизни. Они встречаются в группах от 20 до 30 особей. Внутри групп царит строгая иерархия, лидерами являются в основном самки. Им принадлежит преимущественное право в выборе еды и партнёра. В то время как самки обычно остаются в группах, в которых они родились, самцы неоднократно переходят в новые группы. Семейная группа занимает территорию от 15 до 57 акров. У самцов острые кончики пальцев, которыми они царапают кору молодых деревьев; железы на лапах пропитывают кору резким запахом, помечая границы территории. Каждый день лемуры обходят свою территорию в поисках еды. К чужакам проявляют агрессию. Кошачьи лемуры охотно сидят на солнце и наслаждаются его теплом, расставляя лапы в стороны.

## Питание
Пища состоит главным образом из фруктов, помимо этого в их меню входят листья, цветки, травянистые растения, кактусы и изредка насекомые.

## Размножение
За один раз кошачьи лемуры рожают по одному детёнышу, изредка встречаются и двойни. Потомство появляется на свет, как правило, между августом и октябрём, в начале сезона дождей. Самки размножаются ежегодно, длительность беременности составляет примерно 135 дней, а вес детёныша при рождении — от 80 до 120 г. Новорождённый хватается за шерсть матери и виснет на ней. В первые месяцы самки носят своих детёнышей на животе, позже на спине. В возрасте 1—2 месяцев детеныш начинает покидать спину матери и делает самостоятельные вылазки, возвращаясь к матери во время сна и кормления. В возрасте 5—6 месяцев детёныши становятся самостоятельными. По истечении пяти месяцев они отвыкают от молока. Продолжительность жизни кошачьих лемуров в естественной среде редко превышает 16 лет. Рекордный срок жизни в неволе составляет 39 лет.

## Угрозы
По сравнению с другими лемурами, кошачий лемур встречается относительно часто. Однако и его Международный союз охраны природы определяет как находящийся под угрозой исчезновения, так как его популяция сокращается. В настоящее время общая численность кошачьих лемуров оценивается в 10 000—100 000 особей. К основным угрозам относятся уничтожение жизненного пространства и охота, проводящаяся частично по коммерческим соображениям.

## Полосатый хвост
Хвост прекрасно подходит для того, чтобы позволить кошачьему лемуру удерживать равновесие, сидя на тонком суку. Играет важную роль и в балансировании прыжков. В социальном поведении полосатому хвосту лемуров отводится большое значение. Если кошачий лемур идёт по земле, он держит хвост вертикально для лучшей заметности. С помощью хвоста самцы проводят так называемые «вонючие бои». Они смазывают хвост секретами из подмышек и выпячивают его в сторону соперника. Таким образом решаются споры о рангах в социальной иерархии и защищается ареал против чужих групп. Из-за хвоста зверёк получил английское название «Ring-tailed lemur» (рус. кольцехвостый лемур).

## Галерея

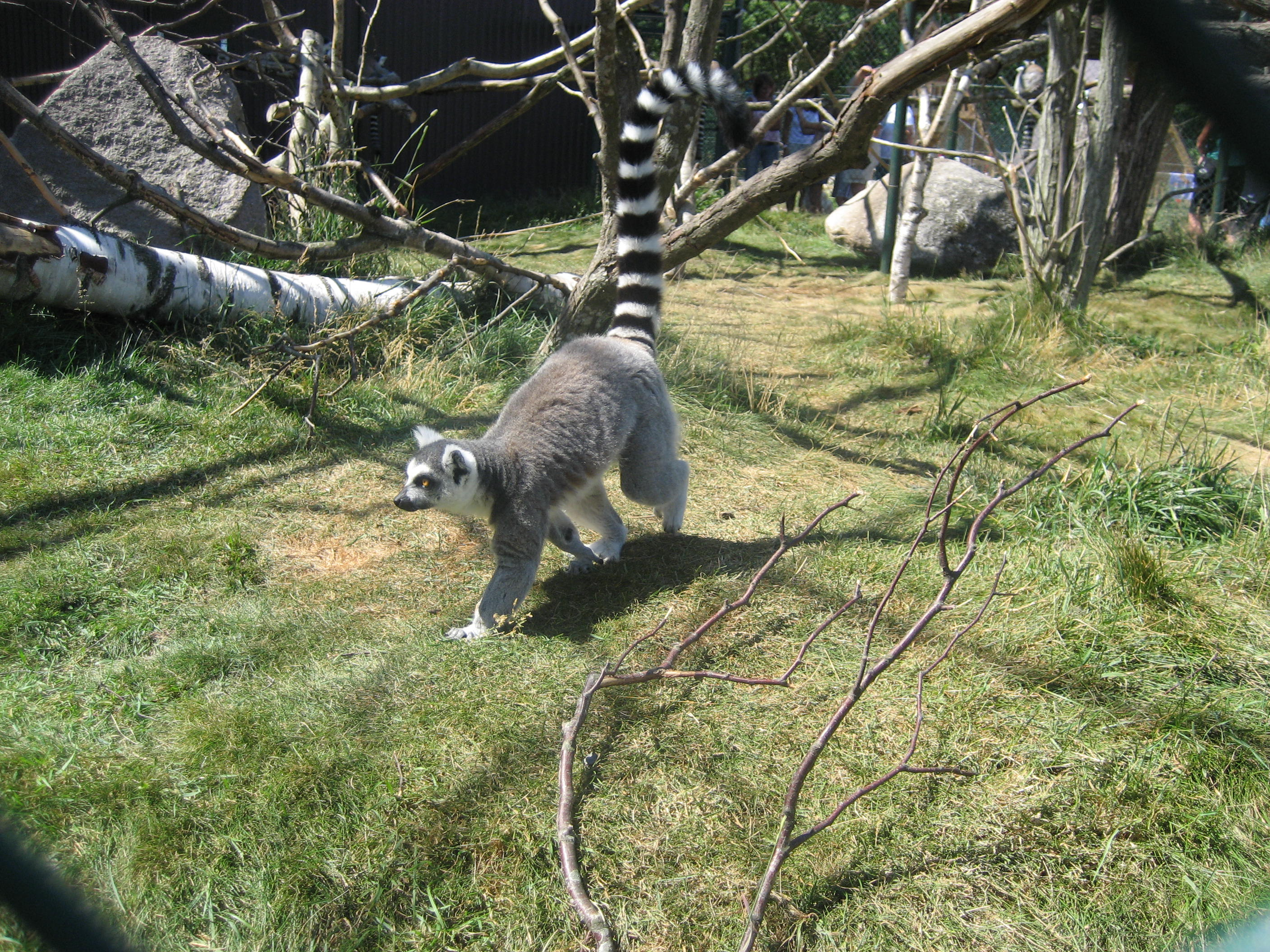
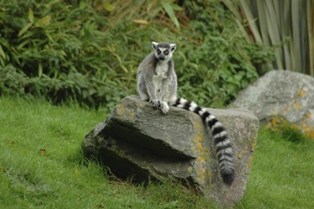
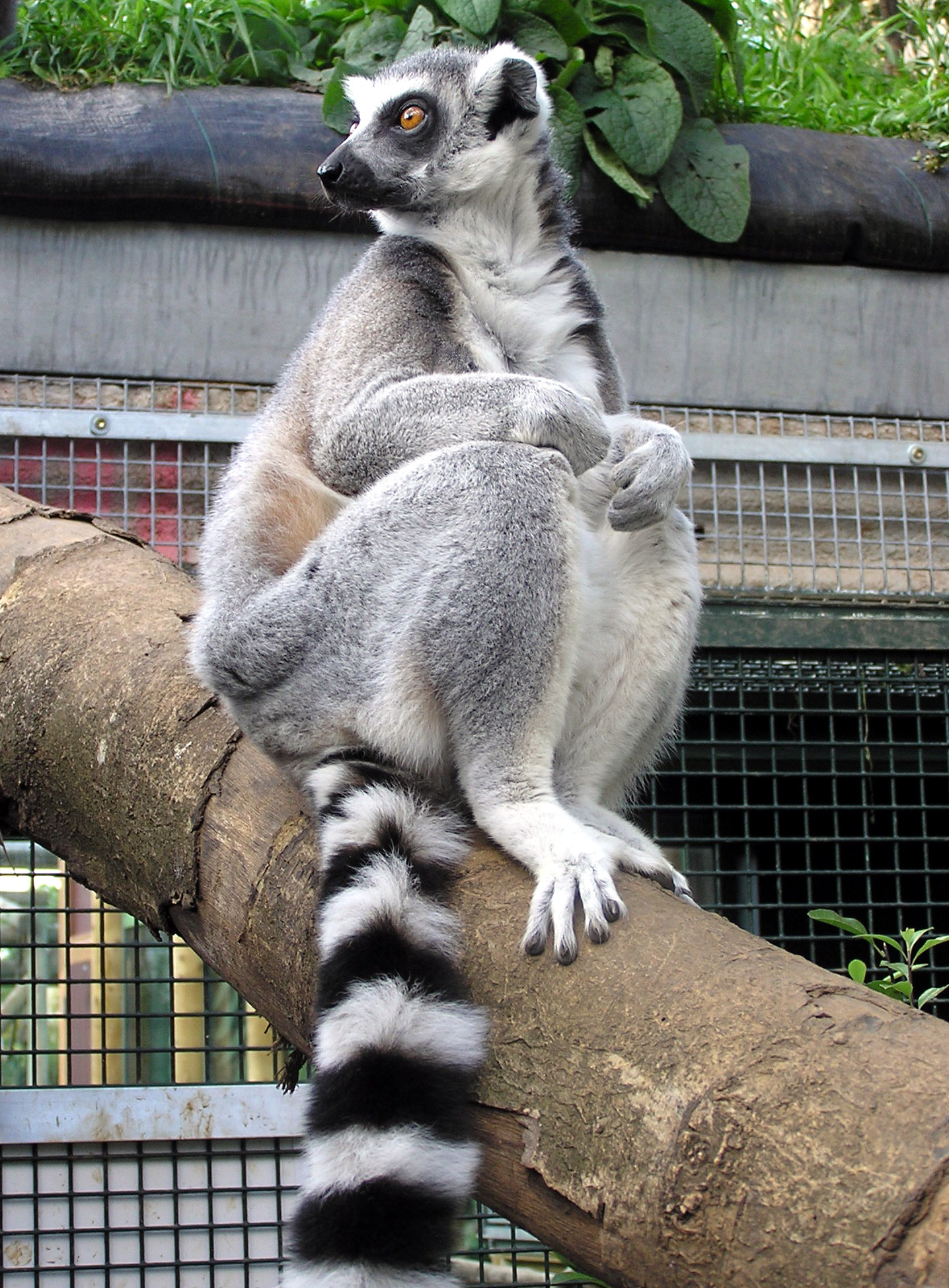
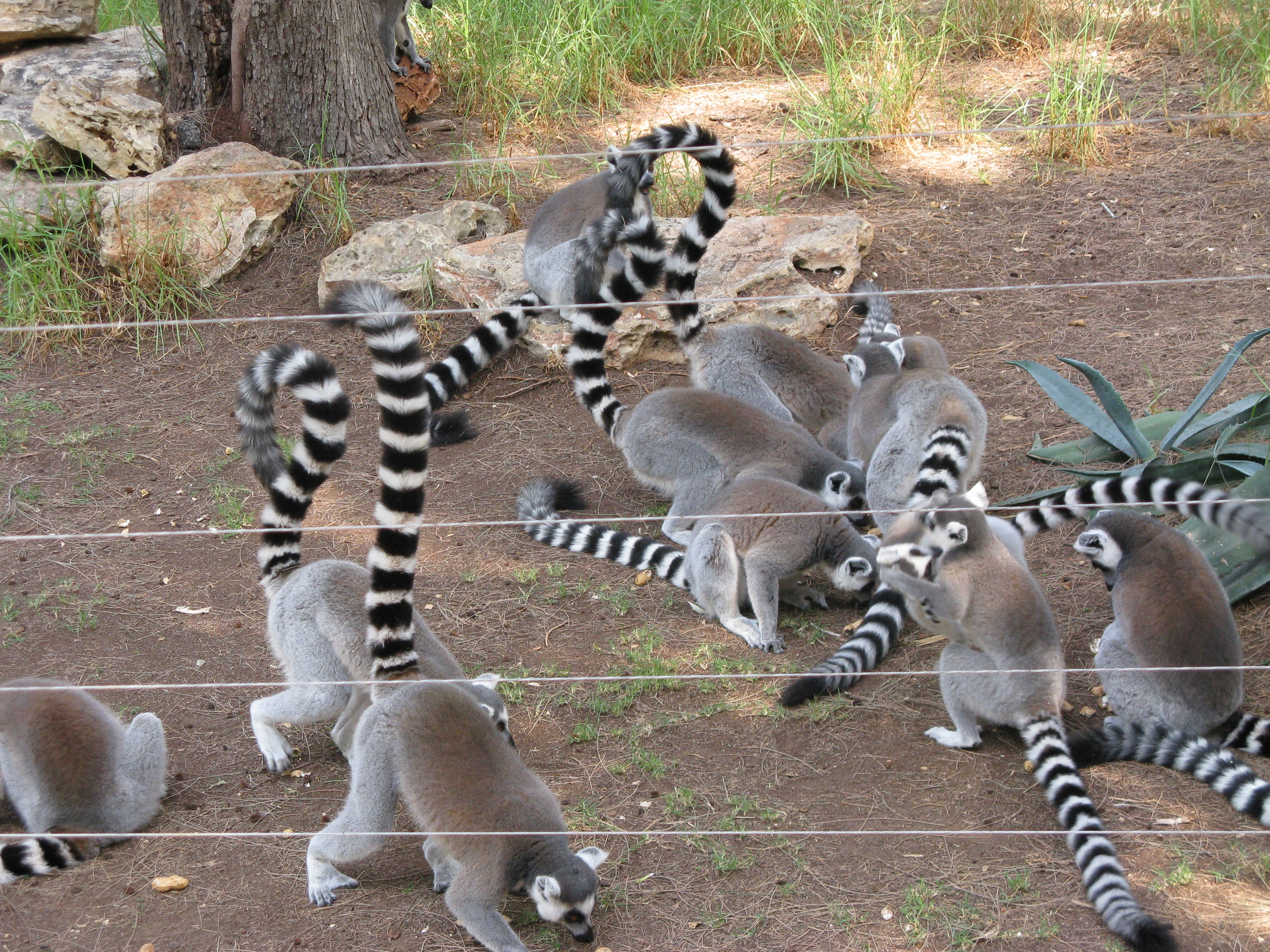
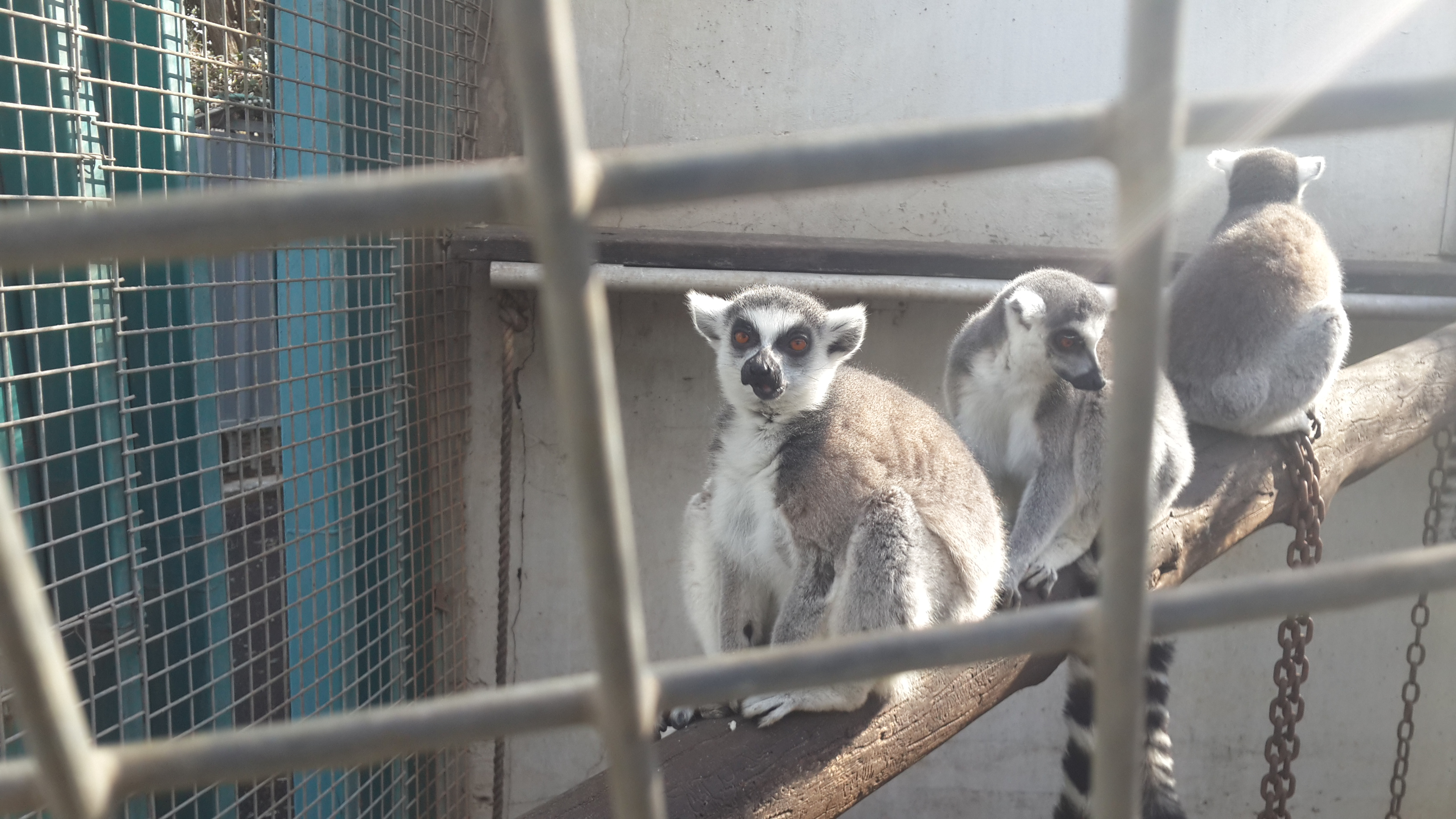